# 우즈베키스탄 국가 올림픽 위원회
우즈베키스탄 국가 올림픽 위원회(우즈베크어: Oʻzbekiston Milliy Olimpiya qoʻmitasi, 영어: National Olympic Committee of the Republic of Uzbekistan)는 우즈베키스탄을 대표하는 국가 올림픽 위원회이다. IOC 코드는 UZB이다. 본부는 타슈켄트에 있으며 아시아 올림픽 평의회에 소속되어 있다.
1992년에 설립했으며 1993년에 국제 올림픽 위원회의 승인을 받았다. 올림픽, 아시안 게임을 비롯한 국제 스포츠 대회에 참가하는 우즈베키스탄의 선수들을 대표한다.